# Xã Franklin, Quận Monona, Iowa
Xã Franklin (tiếng Anh: Franklin Township) là một xã thuộc quận Monona, tiểu bang Iowa, Hoa Kỳ. Năm 2010, dân số của xã này là 310 người.